# Rodrigo Broa
Rodrigo Silva dos Santos, conhecido também como Rodrigo Broa (Estreito, 13 de abril de 1981) é um ex-futebolista brasileiro que atuava como meia.

## Carreira

### Remo e Paysandu
Iniciou a carreira no Remo, tendo destaque na equipe do Paysandu.

### Flamengo
Em 2006, aos 25 anos, Rodrigo Silva foi contratado pelo Flamengo, junto com o volante Marabá, quando realizou somente dez partidas.

### Sport
Na metade do ano, foi emprestado ao Sport, ajudando o time pernambucano no retorno à Primeira Divisão.

### Fortaleza
Sem conseguir se firmar no elenco rubro-negro, foi emprestado ao Fortaleza, no início de 2007.

### Caxias
Terminado seu contrato, junto ao Fortaleza, em 2008, o Flamengo emprestou-o ao Caxias.

### Campinense
No ano de 2009, Rodrigo Broa foi contratado pelo Campinense onde ajudou a equipe paraibana a subir para a Série B

### Águia
Em 2010, Rodrigo Broa foi contratado pelo Águia.

## Títulos
Remo
- Campeonato Paraense: 2003,2004

Paysandu
- Campeonato Paraense: 2005

Flamengo
- Copa do Brasil: 2006

Fortaleza
- Campeonato Cearense: 2007

Aguia Maraba
- Taça Estado do Pará: 2010